# Запис Радосављевића дуд (Милошево)
Запис Радосављевића дуд (Милошево) се налази на парцели чији је власник Радосављевић Жикица.

## Локација
| Општина             | Јагодина                                                         |
| Катастарска општина | Милошево                                                         |
| Потес               | Липарче                                                          |
| Координате          | 44° 06′ 21″ С; 21° 08′ 47″ И / 44.105699999999999° С; 21.1465° И |
| Надморска висина    | 180m                                                             |

## Карактеристике
Дендрометријске вредности утврђене на терену и сателитским снимцима:
| Стабло                     | Дуд |
| Висина стабла              | m   |
| Обим дебла                 | m   |
| Пречник крошње             | 5m  |
| Пречник дебла              | m   |
| Висина дебла до прве гране | m   |

## База записа
Запис је у оквиру Викимедија пројекта "Запис - Свето дрво" заведен под редним бројем 1157.